# Klong Prem
Klong Prem is een van de meest beruchte gevangenissen van Thailand, gelegen in Bangkok. De vrouwenafdeling heet Lard Yao. In de Tweede Wereldoorlog werd de gevangenis gebruikt voor tijdelijke gevangenen uit Engeland en de Verenigde Staten. Er zitten veel buitenlanders gevangen wegens drugssmokkel met straffen die langer dan 25 jaar zijn. De gevangenis is verdeeld in 10 area's. Waarvan area 9 is bedoeld voor educatie en 10 voor langdurig chronische zieken. Totaal ongeveer 7.500 tot 8.000 inmates. 